# Wyandot County
Wyandot County er et county i den amerikanske delstat Ohio.  

## Demografi
Ifølge folketællingen fra 2000 boede der 22.908 personer i amtet. Der var 8.882 husstande med 6.270 familier. Befolkningstætheden var 22 personer pr. km². Befolkningens etniske sammensætning var som følger: 97,91% hvide, 0,14% afroamerikanere.
Der var 8.882 husstande, hvoraf 33,10% havde børn under 18 år boende. 57,90% var ægtepar, som boede sammen, 9,20% havde en enlig kvindelig forsøger som beboer, og 29,40% var ikke-familier. 25,40% af alle husstande bestod af enlige, og i 11,70% af tilfældene boede der en person som var 65 år eller ældre.
Gennemsnitsindkomsten for en husstand var $38.839 årligt, mens gennemsnitsindkomsten for en familie var på $45.173 årligt.